# Dmitri Ziouzine
Pour les articles homonymes, voir Ziouzine.
Dmitri Vassilievitch Ziouzine (en russe : Дмитрий Васильевич Зюзин) est un aviateur soviétique, né le 1er novembre 1921 et décédé le 12 juillet 1976. Pilote de chasse de l'Aéronavale et as de la Seconde Guerre mondiale, il fut distingué par le titre de Héros de l'Union soviétique.

## Carrière
Né le 1er novembre 1921 à Maïkop, dans le Caucase, il prit d'abord des cours de pilotage dans un aéroclub civil, avant de rejoindre, à 17 ans, la Flotte de l'Armée rouge en 1938. Il suivit les cours de l'école militaire de l'Air pour les pilotes de la Marine de Ieïsk, en 1940, et en sortit breveté pilote.
En 1942 il fut dirigé sur le front et muté au 11e régiment de chasse aérienne de la Flotte de la mer Noire de la Garde (11.GuIAP-ChF) près de la Mer Noire. En tant que lieutenant (starhii leitenant), il accomplit 535 missions de guerre sur P-39 Airacobra. Au cours de sa 500e mission, le 30 novembre 1943, il abattit de nuit un Junkers Ju 88. En avril 1944, il fut envoyé suivre des cours pour officiers de la Flotte. À la mi-1945 il fut muté à la Flotte du Pacifique. En août, il participa aux combats contre les Japonais de Mandchourie.
À l'issue du conflit il demeura dans l'armée. De 1954 à 1957, il fut ingénieur et pilote d'essai au bureau d'études Tupolev à Joukovski, dans l'oblast de Moscou. Il effectua le premier vol d'essai du Tupolev Tu-91 en 1954 et celui du Tupolev Tu-110 en 1957. 
Il prit sa retraite en 1957 comme capitaine de vaisseau (naval polkovnik). Il vécut à Joukovski, où il est décédé le 12 juillet 1976 et où il est enterré.

## Palmarès et décorations

### Tableau de chasse
Dmitri Ziouzine est crédité, en avril 1944, de 15 victoires homologuées, obtenues au cours de 535 missions et 53 combats aériens.
Hans Seidl lui accorde un total de 14 victoires homologuées, toutes individuelles.

### Décorations
- Héros de l'Union soviétique le 16 mai 1944 (médaille no 3804)
- Ordre de Lénine ;
- Deux décoré de l'ordre du Drapeau rouge ;
- Deux fois décoré de l'ordre de la Guerre Patriotique de 1re classe ;
- Ordre de l'Étoile rouge.